# Dobrava, Pliberk
Dobrava (nemško Dobrowa) je naselje v Občini Pliberk v Okraju Velikovec na Koroškem v Avstriji.